# Одоардо Періні
Одоардо Періні (італ. Odoardo Perini, 5 квітня 1671 — 29 грудня 1757) — італійський художник періоду бароко.

## Життєпис
Його батько Антоніо Періні займався різними роботами, не маючи постійного заробітку. Одоардо Періні народився у 1671 році в Вероні. У 8 років Одоардо віддали вчитися мальовничому ремеслу в майстерню художника Андреа Вольтоліні, а потім він поїхав у Болонью продовжувати освіту. Там його вчителем став художник Джованні Марія Віані, який був шанувальником пізнього маньєризму і бароко.
На час перебування в Болоньї приходиться перша робота Одоардо Періно — «Милості Святого Роха» для Ораторії Св. Себастіано і Роха. Водночас полюбляв жарти й погуляти. Якось вночі його було заарештовано, коли писав веселі непристойності на розпорядженнях легата папи римського Інокентія XI, вивішеного на загальний огляд.
1700 року Одоардо Періно повернувся до Верони. У місті живопис Періні привертає увагу і художник має успіх. Йому роблять замовлення знатні містяни Рафаель Моськоні і Ерколе Джусті. Для останнього художник написав картини «Помпей і Корнелія знаходять змій на своєму ліжку» і «Танкред в розпачі через смерть Клорінди». Тема картин заснована на літературному творі Торквато Тассо «Звільнений Єрусалим».
Цікавою роботою стало «Розп'яття» для ораторі черниць Санта Марії дель П'янто. Твір зроблено в стилі Відродження, несподіваного в ті часи, з явною увагою до творчості Джан Джузеппе Даль Соле, який в цей час був у Вероні.
З початку 1700-х років на творчість Періні вплинули картини Антоніо Балестри. В стилі останнього створено роботу «Трійця» для прихідської церкви в Брентіно.
В цей же період Одоардо пише роботу «Юпітер і Семела», де Періні яскраво проявляє свій темперамент і оригінальність. Також Одоардо Періно пише чудові фрески на багатьох палацах знаті, зокрема, «12 Апостолів» для Палацу Музеллі суль Корсо (у 1914 році під час розширення вулиці Порто Нуова, палац Музеллі знесли разом з фресками), для церкви Св. Доменіко.
У 1720 році створює вівтар для церкви Св. Доменіко і «Мадонну зі святими» для церкви Св. Григорий. У 1721 році стелю зали вестибюля у палаці Джусті дель Джардіно у Вероні розписує «Викраденням Прозерпіни». Для церкви Сан Лука створив дві роботи — «Зняття з Хреста» з фігурами коней на передньому плані і образ із зображенням Святих Бонавентура і Томмазо, захаращений фігурами з навмисно масивними обрисами — «Святі передають Папі Григорію Х Правила своїх релігійних Орденів».
У 1732 році Одоардо Періні працював у Венеції в церкві Сан Марціале і в Школі Іоанна Богослова над сценами Апокаліпсису. Визнанням його успіху стало вступ дл Академії Клементина в Болоньї і участь в престижній роботі над циклом для церкви Св. Себастіана в Вероні. Водночас разом з Тьєполо, Антоніо Балестра працював над розписом церкви Святого Себастьяна.
Наприкінці 1730-х років живопис Одоардо Періні викликає критику й осуд. У цей час у Вероні починають замінювати вівтарні образи роботи Періні в церквах на роботи інших художників.
Проте Одоардо й далі працював, але тепер це були замовлення на розписи фресками, переважно вони вже втрачені через руйнування будівель або фресок. У Вероні Одоардо Періні до старості залишився в ізоляції. Помер у 1757 році.

## Характеристика творчості
Композиціям на полотнах Одоардо Періні відповідає різкий поділ світла і тіні. У 1720-х змінився стиль роботи, художник став використовувати м'які кольори, відійшов від ранніх прийомів живопису, надав персонажам несподівані пози. У 1730-х роках остаточно сформувався його стиль, що поєднував класицизм, маньєризм та прийоми австрійської школи. Його виразний живопис імітували Паоло Панеллі, Діонізі Ногаре, Торелли.

Про картини Одоардо Періні засновник Академії живопису Верони Джанбеттіно Чиньяролі писав 
|  | «в деяких його картинах зображені дивні дії, а вигадана манера - ознака того, що той, хто досяг гарних результатів у живопису, не може заспокоїтися і починає фантазувати» |

.